# عمر تراوري (لاعب كرة قدم)
عمر تراوري (بالفرنسية: Oumar Traoré)‏ هو لاعب كرة قدم سنغالي في مركز الوسط، ولد في 27 فبراير 1975 في السنغال. شارك مع منتخب السنغال لكرة القدم. أما مع النوادي، فقد لعب مع نادي أيك لارنكا ونادي دياراف.

## وصلات خارجية
- عمر تراوري على موقع الاتحاد الدولي (مؤرشف)  (الإنجليزية)
- عمر تراوري على موقع قاعدة بيانات كرة القدم.إي يو (الإنجليزية)
- عمر تراوري على موقع ناشيونال فوتبول تيمز (الإنجليزية)